# Невілл Чемберлен
Артур Невілл Чемберлен (англ. Arthur Neville Chamberlain; 18 березня 1869, Бірмінгем, Англія, Велика Британія— 9 листопада 1940, Редінг, Велика Британія) — британський державний діяч, політик, прем'єр-міністр Великої Британії (травень 1937—листопад 1940 рр., лідер Консервативної партії «Торі»). 60-й Прем'єр-міністр Великої Британії 1937—1940 років. Один з підписантів Мюнхенської угоди 30 вересня 1938 між Едуаром Даладьє, Беніто Муссоліні та Адольфом Гітлером про приєднання Судетської області Чехословаччини до складу Третього Рейху.

## Життєпис
Син Джозефа Чемберлена, брат Остіна Чемберлена.
Навчався в елітній школі в Рагбі й Бірмінгемському університеті. Досить тривалий час присвятив підприємницькій діяльності. У 1915—1916 роках обіймав посаду лорда-мера міста Бірмінгем.
У 1923—1924 та 1931—1937 рр., перебував на посаді Канцлера скарбниці. 60-й Прем'єр-міністр Великої Британії в 1937—1940 роках.
Витрати на оборону були значно скорочені в перших бюджетах Чемберлена. До 1935, зіткнувшись з відроджуваною Німеччиною під керівництвом Гітлера, він був переконаний у необхідності переозброєння. Чемберлен особливо наполягав на зміцненні Королівських військово-повітряних сил, розуміючи, що історичний вал Британії, Ла-Манш, не є захистом від повітряних сил.
Прихильник політики умиротворення агресора. 30 вересня 1938 році підписав Мюнхенську угоду з Гітлером, Муссоліні та Даладьє. Повернувшись до Лондона, Чемберлен пред'явив публіці на аеродромі підписану угоду зі словами: «Я привіз вам мир». На що Вінстон Черчилль, 3 жовтня того ж року, відповів: «Англії був запропонований вибір між війною і безчестям. Вона вибрала безчестя і отримає війну».
Також відомо, що після мюнхенської згоди Гітлер попросив Чемберлена передати його найкращі побажання та вдячність Генрі Танді. Чемберлен обіцяв подзвонити йому, що він й зробив після повернення.  
Вже наступного року стало зрозуміло, що політика умиротворення не принесла Європі миру: розпочалася Друга світова війна. Чемберлен оголосив війну Гітлеру 3 вересня 1939 року, будучи прем'єр-міністром кілька місяців керував державою у стані війни. Під його керівництвом велася, так звана, «Дивна війна». Наступного року в нього виникли суперечності з лейбористами, під впливом яких Чемберлен, уже тяжко хворий, 10 травня 1940 залишив пост прем'єр-міністра, поступившись ним Вінстону Черчиллю, прихильникові безкомпромісної боротьби з Гітлером. У тому ж році, 9 листопада, експрем'єр помер.

## Фрази
Популярну фразу «Наша відповідь Чемберлену» часто пов'язують із цим політичним діячем. Однак її походження пов'язане з іменем його брата, іншого британського державного діяча — Джозефа Остіна Чемберлена, за ініціативою якого Британія у 1927 році була змушена у відповідь на антибританську радянську пропаганду розірвати торгові угоди з СРСР.